# Re: Sound Music Licensing Company

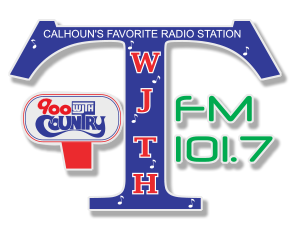
Логотип Re: Sound Music Licensing Company

Re:Sound Music Licensing Company -  некоммерческая организация, специализирующаяся на защите смежных прав авторов в Канаде. Организация собирает и администрирует лицензионные платежи от имени звукозаписывающих авторов, исполнителей,  музыкантов, контролирует Лейбл звукозаписи в Канаде.  Компания была основана в 1997 году и по-французски называется Ré:Sonne.
Re:Sound Music Licensing Company предоставляет возможность использовать авторскую музыку для бизнеса во многих отраслях хозяйства, в том числе для радиостанций, спутникового радио, цифровой музыки, для ночных клубов, баров, ресторанов, торговых заведений и других. Лицензионные платежи, собранные компанией от лицензионных сборов, распределяются среди музыкантов, которые создают музыку.
Re: Sound Music Licensing Company имеет в своём составе 3 исполнительские и 2 авторские организации:
Исполнительские организации
- ACTRA RACS;
- Musicians Rights Organization of Canada MROC;
- Artisti.

Авторские музыкальные организации
- Audio-Visual Licensing Agency AVLA;
- SOPROQ[2] (the Quebec Collective Society for the Rights of Makers of Sound and Video Recordings) - коллективное общество Квебека по авторским правам.

## Сбор тарифов
Следуя Канадскому закону Canada's Copyright Act, компания Re: Sound Music Licensing Company от имени звукозаписывающих авторов, исполнителей и музыкантов  предоставляет лицензии канадским коммерческим радиовещательным компаниям, предприятиям,  использующим записанную музыку.  Re: Sound Music Licensing Company  работает также с аналогичными организациями по всему миру.
Лицензии компании Re:Sound Music Licensing Company позволяют предприятиям в своей работе использовать столько музыки, сколько они пожелают. Это устраняет необходимость заключать соглашения с множеством автором музыки.

## Распределение средств
Re:Sound Music Licensing Company отслеживает миллионы музыкальных треков на канадских коммерческих радиостанциях, спутниковом радио, CBC и др. После сбора средств они распределяются среди авторов музыки и звукозаписывающими компаниями, за вычетом средств, необходимых для работы Re: Sound Music Licensing Company (до 15%).

## Внешние ссылки
- resound.ca — официальный сайт Re: Sound Music Licensing Company
- https://soundcloud.com/resonantaudio